# Amélia Vieira
Amélia da Conceição Vieira Santos, mais conhecida por Amélia Vieira (Lisboa, 17 de janeiro de 1850 — Lisboa, 9 de janeiro de 1928), foi uma atriz e bailarina portuguesa.

## Biografia
Amélia Vieira nasceu na freguesia de Santa Engrácia, em Lisboa, a 17 de janeiro de 1850, filha de Manuel Vitorino Vieira da Costa e de sua mulher, Maria Isabel da Conceição. Iniciou a sua atividade teatral, tinha apenas sete anos de idade, no palco do Teatro São Carlos, onde ingressou no corpo de bailarinas. Numa época em que a célebre Ristori atuava nesse teatro, foi distribuido a Amélia Vieira o papel de um dos filhos de Medeia. Ao mesmo tempo que seguia o curso de bailarina no Conservatório de Lisboa, armava teatrinhos de sala e organizava-os com as suas condiscípulas.

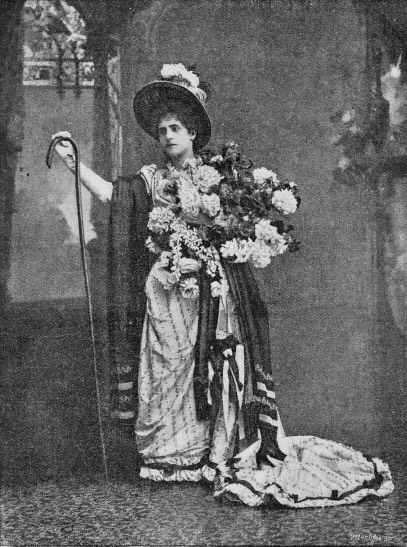
Amélia Vieira em papel da ópera Tosca (O Grande Elias, 1904).

Num teatro particular dos Inglesinhos conseguiu o seu primeiro êxito, representando na comédia A Porta Falsa o papel de criado. Entrou então para a Classe de Declamação do Conservatório, tendo tido como Mestres Alfredo de Melo e Duarte de Sá. Estreou-se depois, como atriz no Teatro Micaelense e aí representou quase todo o repertório de Manuela Rey.
Regressando a Lisboa, foi contratada por Isidoro, ingressando no elenco do Teatro Variedades, donde passou, em 1869, para o Teatro do Príncipe Real, gerido, nesse tempo, pelo grande ator José Carlos dos Santos, com quem inicia uma relação e tem dois filhos, a professora Alda Santos e o ator e encenador Carlos Santos. Data dessa época o período áureo da sua vida teatral. Começou Amélia Vieira por marcar em cada papel, um novo triunfo e a definir acentuadamente o seu processo muito pessoal.
Quando José Carlos dos Santos, seu companheiro e mestre foi empresário do Teatro Nacional D. Maria II, Amélia Vieira já era uma atriz conceituada. Aí encarnou com extraordinário sucesso as personagens femininas das peças Homens de Mármore, Camões do Rossio, Cora ou a Escravatura, Visconde de Algirão, Morgadinha de Val-Flor, Júlia, Marquês de Villemer, Cláudia, Tartufo, Solteironas, entre outras. Passando depois para o Teatro Gymnasio e daí para o Teatro da Rua dos Condes, a plateia lisboeta teve ainda ensejo de a aplaudir em Saltimbanco e noutras peças como Avó, Judeu Errante, Duas Órfãs, Ladrões de Lisboa, Linda de Chamounix, A Irmã do Cego, A Taberna, Anjo da Meia-Noite e Leitora.
A 22 de novembro de 1885, casa com o seu companheiro de longa data, em casa, em consequência da gravidade da enfermidade deste, legitimando neste ato, os seus dois filhos. A doença do marido afasta-a dos palcos, aos quais só regressa depois do falecimento do grande artista, em 1886. Volta ao Teatro do Príncipe Real em épocas sucessivas de 1886 a 1897, percorrendo em tournées ao Brasil e nas províncias portuguesas, momento brilhante da sua carreira.
Falece aos 77 anos, a 9 de janeiro de 1928, na sua residência, o terceiro andar do número 32 da Praça do Município, na extinta freguesia de São Julião, em Lisboa, vítima de lesão cardíaca, já afastada da sua profissão, sendo sepultada junto de sua família, no Cemitério dos Prazeres, em Lisboa.